# ژان-مارک بوسمن
ژان-مارک بوسمن (فرانسوی: Jean-Marc Bosman‎؛ زادهٔ ۳۰ اکتبر ۱۹۶۴) بازیکن فوتبال اهل بلژیک است.
از باشگاه‌هایی که در آن بازی کرده‌است می‌توان به باشگاه فوتبال استاندارد لیژ اشاره کرد.
وی همچنین در تیم ملی فوتبال زیر ۲۱ سال بلژیک بازی کرده‌است.

## دوران باشگاهی
قبل از دادگاه سرنوشت‌ساز که به سبب آن مشهور شد، بوسمن برای باشگاه فوتبال استاندارد لیژ بازی کرد و همچنین برای باشگاه فوتبال آر‌اف‌سی لیژ بازی نمود و حتی ۲۰ بازی ملی در سطح جوانان برای بلژیک انجام داد، حتی کاپیتان کردن تیم ملی فوتبال زیر ۲۱ سال بلژیک را برای مدتی بر عهده داشت او در سال ۱۹۸۳ به باشگاه سابق پیوست، پیش از آنکه در سال ۱۹۸۸ به باشگاه آر‌اف‌سی لیژ منتقل شود. وقتی قراردادش با آن باشگاه دو سال بعد منقضی شد، او تلاش کرد در سال ۱۹۹۰ به تیم فرانسوی دانکرک بپیوندد، در سن ۲۵ سالگی اما لیژ او را حدود ۵۰۰٬۰۰۰ پوند ارزش‌گذاری کرد و اصرار داشت که باشگاه فرانسوی کل مبلغ را یکجا پرداخت کند. وقتی آن‌ها امتناع کردند، لیژ موافقت نکرد تا انتقال انجام شود و حقوق بوسمن را تا ۵۰۰ پوند در ماه کاهش داد. این امر باعث شد بوسمن نظام را به لحاظ قانونی به چالش بکشد و پرونده‌اش را به دادگاه ببرد؛ او از لیژ، فدراسیون فوتبال بلژیک و یوفا شکایت کرد، استدلال کرد که قوانین یوفا که مانع از ترک باشگاه حتی پس از پایان قرارداد می‌شد، نقض حقوقش بر اساس معاهده رم ۱۹۵۷ بود که آزادی حرکت در جامعه اروپایی (در حال حاضر اتحادیه اروپا) را مجاز می‌دانست. در نتیجه، باشگاهش او را تعلیق کرد. در حالی که دادگاه در جریان بود، بوسمن به‌طور موقت در لیگ‌های پایین فرانسه برای باشگاه فوتبال بخش دوم سن-کنتان بازی کرد و در جزیره واقع در اقیانوس هند رئونیون نیز حضور یافت. در ۱۵ دسامبر ۱۹۹۵، دیوان دادگستری اروپا حکم داد که بازیکنان باید آزاد باشند پس از پایان قراردادشان انتقال یابند و باشگاه‌های اتحادیه اروپا می‌توانند هر تعداد بازیکن اروپایی را استخدام کنند

## بعد از دادگاه
با اینکه پیروزی قانونی به‌دست آمد، بوسمن پس از دادگاه سرنوشت‌ساز با مشکلات مالی و شخصی جدی روبرو شد. در مصاحبه‌ای در سال ۲۰۱۱، او ادعا کرد که غرامتی که از فیف‌پرو و دادگاه‌ها گرفته بود عمدتاً صرف هزینه‌های حقوقی شد که این موضوع نهایتاً او را ورشکسته کرد؛ علاوه بر این، ازدواجش طی مبارزات قانونی پایان یافت بخشی از پولش نیز به دلیل سرمایه‌گذاری ناموفق در خط تی‌شرت به‌نام «Who’s the Boz» از دست رفت. بوسمن امید داشت بازیکنانی که از حکم بوسمن منتفع شدند او را با خرید یکی از تی‌شرت‌هایش حمایت کنند. او فقط یک عدد فروخت، به پسر وکیلی که داشت او همچنین امیدوار بود بازی خداحافظی برگزار کند که در نهایت انجام نشد، هرچند بالاخره یک مسابقه در مقابل لیل برگزار کرد در مقابل تنها حدود ۲٬۰۰۰ تماشاگر برای پرداخت مالیات‌هایش مجبور شد خانه دوم و پورشه کاررا خود را بفروشد او پس از آن در یافتن شغل با دشواری روبرو شد و در نهایت روی یارانه زندگی کرد. در نتیجه مشکلات مالی و ادعای کنار گذاشته شدن توسط دنیای فوتبال، بوسمن به افسردگی مبتلا شد و همچنین با الکلیسم درگیر شد
در آوریل ۲۰۱۳، بوسمن به یک سال حبس معلق محکوم شد که بعداً در مرحله تجدیدنظر به خدمات اجتماعی تبدیل شد، پس از حمله‌ای در سال ۲۰۱۱ به هر دو نامزدش و دختر ۱۵ سالهٔ او به‌طور ادعایی بر سر امتناع نامزدش از دادن نوشیدنی الکلی به او
تا سال ۲۰۱۵، بوسمن بیکار بود و به کمک‌های فیف‌پرو متکی بود.
در سال ۲۰۲۰، بوسمن توسط دیوید جینولا برای مستند شبکه بی‌تی‌اسپورت Bosman: The Player Who Changed Football مصاحبه شد